# 仁慈堂大楼

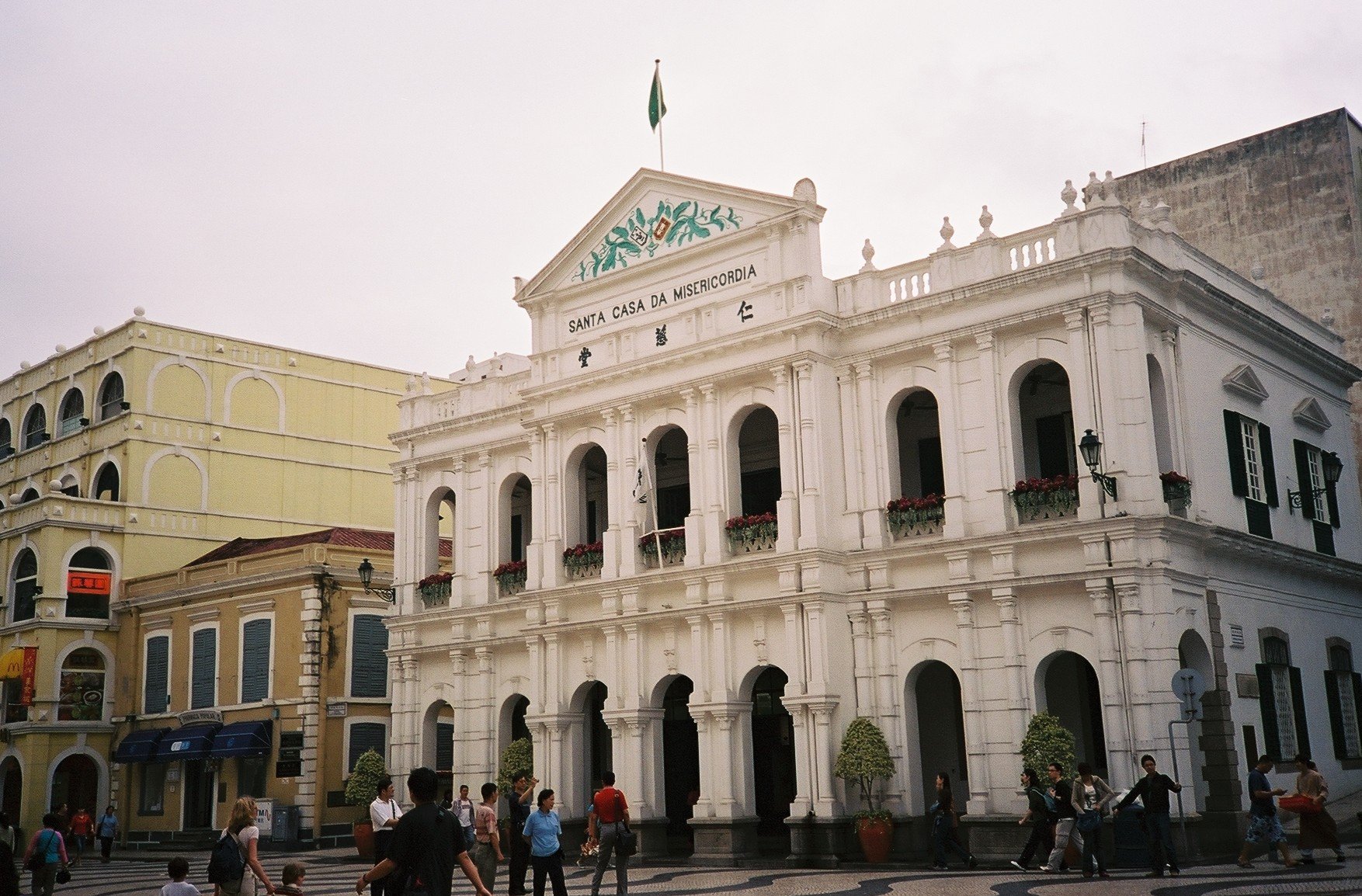
仁慈堂大樓

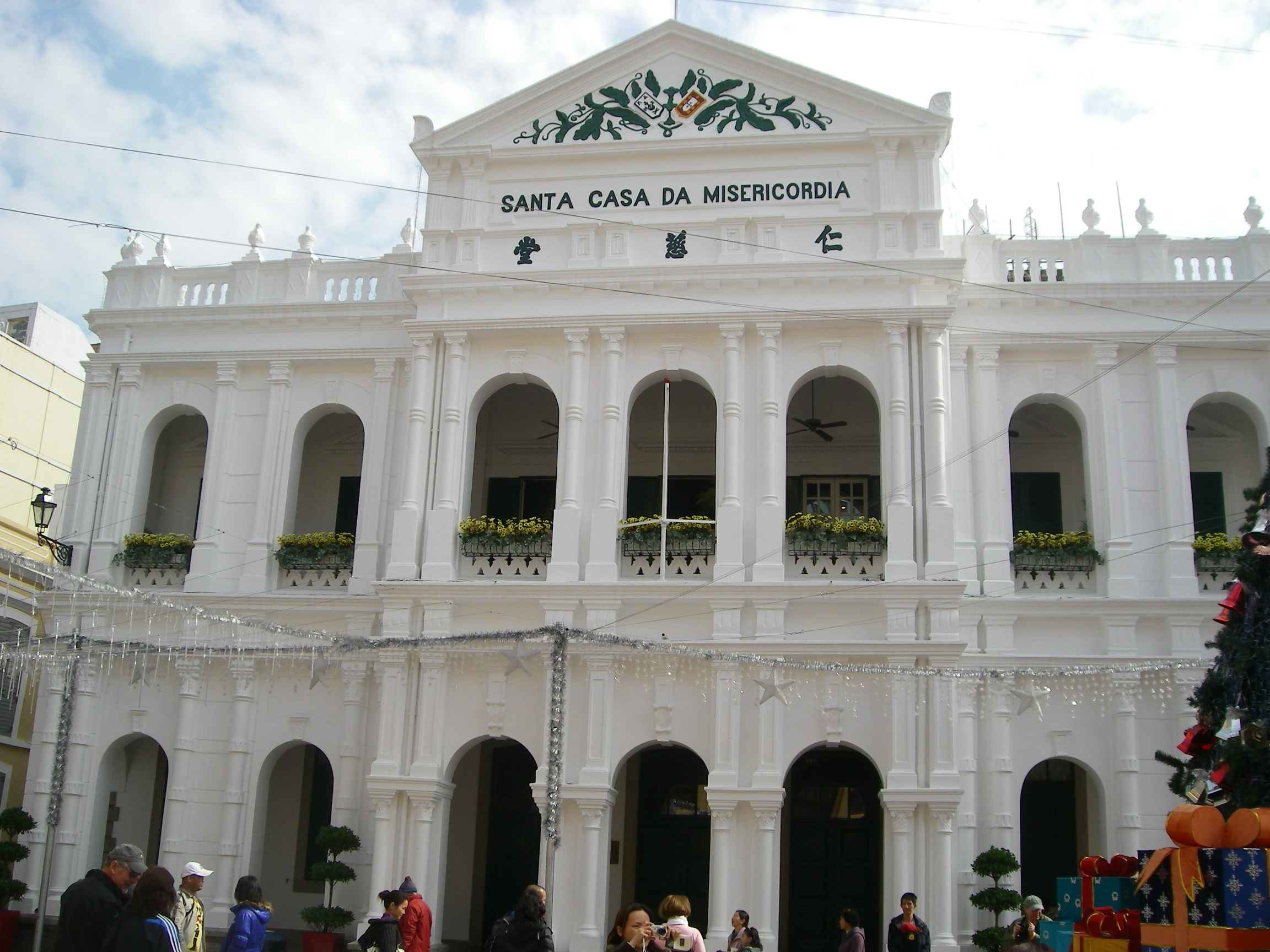
仁慈堂大樓のファサード

仁慈堂大樓 (じんじどうだいろう, 英語: Holy House of Mercy of Macau, ポルトガル語: Santa Casa da Misericórdia) は、中国、マカオのセナド広場にある建築物である。仁慈堂によって設立され、1569年にマカオ司教の要望でつくられた。
初期マカオを代表する医療・慈善活動を目的とする建築物であり、後には孤児や海で行方不明となった船員の寡婦が身を寄せる場所となった。
マカオ歴史地区としてユネスコ世界遺産に登録されている。